# European & Australian Tour
European & Australian Tour (sv: Europeisk och australiensisk turné) kallades den konsertturné som den svenska popgruppen Abba genomförde våren 1977. Detta var gruppens andra internationella turné efter en Europaturné 1974-1975. Deras sista världsturné genomfördes 1979-1980. 

## Historik
Efter att gruppen släppt albumen Greatest Hits och Arrival 1976 planerades en turné i Europa och Australien. Repetitioner påbörjades i Stockholms konserthus i december 1976 och fortsatte i Europa Film Studios i januari 1977. Koreograf var Graham Tainton. De scenkläder i vitt och guld, som användes under hela turnén, designades av Owe Sandström och visas numera på Abbamuseet i Stockholm.   

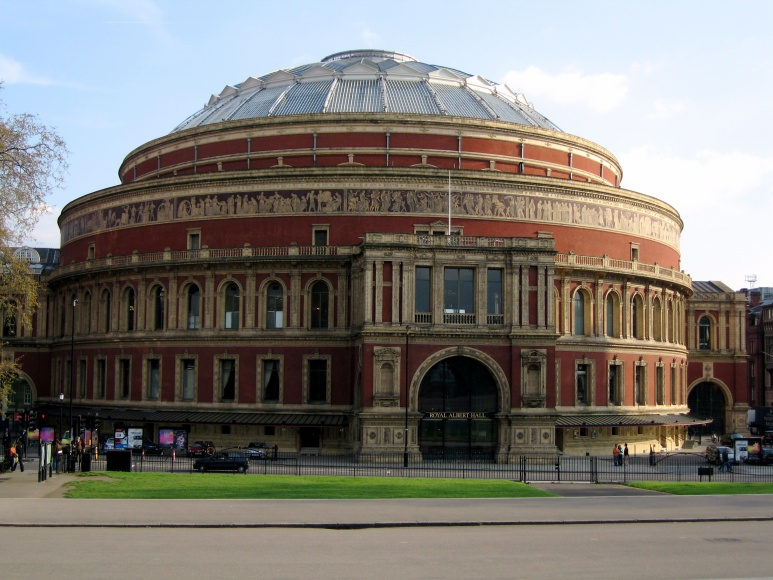
Royal Albert Hall i London, där Abba gav två utsålda konserter i februari 1977.

Turnén inleddes i Oslo, Norge, inför en publik på 5 300 personer, inklusive det norska kronprinsparet Harald och Sonja. Den europeiska delen av turnén avslutades i London, Storbritannien, med två utsålda konserter i Royal Albert Hall, 13 och 14 februari. Biljettköp var endast möjligt genom postansökning och efter konserterna redovisades siffror på 3,5 miljoner biljettansökningar. Detta hade räckt till att fylla arenan 580 gånger.
Den australiensiska delen av turnén dokumenterades av filmregissören Lasse Hallström, som hade gjorts gruppens musikvideor sedan 1974. Efter tre dagars filmande utvecklades dokumentären till att även få en handling med skådespelare. Råmaterialet på 50 timmar klipptes samman till Abba – the Movie som hade premiär i december 1977. 
Hysterin kring gruppen i samband med turnén i Australien fångades i Hallströms film och har på senare tid kommenterats av Agnetha Fältskog i hennes självbiografi som en stressfylld upplevelse; "Det var feber. Det var hysteri. Det var ovationer. Det var svettiga, besatta folkmassor. Ibland var det otäckt. Jag kände det som om man skulle suga tag i mig så att jag aldrig skulle komma loss."
Den första konserten i Australien, på Sydney Showgrounds med 20 000 personer i publiken, drabbades av hårt regn och trots riskerna med all elektrisk utrustning på scenen genomfördes konserten. Det enda missöde som inträffade var att Anni-Frid Lyngstad i ett dansnummer halkade på scenen. 
Vid den första konserten i Perth den 10 mars 1977 inkom ett anonymt telefonmeddelande under konserten om att en bomb placerats i arenan. Benny Andersson befann sig ensam på scenen och framförde solonumret Intermezzo no. 1 och blev konfunderad när musikerna därefter inte kom tillbaka ut på scenen. Publiken blev sedan informerad om att en paus på 15 minuter skulle ske och att arenan skulle evakueras. Efter att larmet avslagits, kunde konserten fortsätta. Den andra konserten den dagen, som skulle börjat kl 21.00, blev försenad med 15 minuter.  
Turnén avslutades i Perth den 12 mars och under sina elva konserter i Australien hade gruppen uppträtt för 160 000 personer. 
Få inspelningar av gruppens liveframträdanden från turnén 1977 har släppts på skiva. Som B-sida på singeln The Name of the Game 1977 släpptes liveversionen av I Wonder (Departure) och på samlingsalbumet Live 1986 togs Fernando och Money, Money, Money med från turnén 1977. Utöver dessa har ingen av de andra sångerna utgivits på skiva officiellt.

## Medverkande

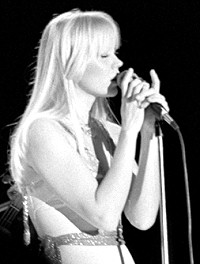
Agnetha Fältskog vid konserten i Oslo 28 januari 1977.